# Calceolaria trichanthera
Calceolaria trichanthera är en toffelblomsväxtart som beskrevs av U. Molau. Calceolaria trichanthera ingår i släktet toffelblommor, och familjen toffelblomsväxter. Inga underarter finns listade i Catalogue of Life.